# Маушевиц, Гундар
Гундар Маушевиц (латыш. Gundars Mauševics, 18 августа 1974, Елгава, Латвийская ССР — 23 мая 2004, Рижский район), известный как Муминьш (латыш. Mumiņš) — бас-гитарист латвийской рок-группы Brainstorm.  
Являлся основателем группы brainstorm с 1989 года
Гибель
Между 22-23 мая в конце вечеринки(ночью) "essentials" Гундарс уже собирался ехать домой на своей Audi 80 (раньше немолодая) по трассе Рига- Елгава, отвёз пару человек, группа из четырёх его одноклассников Ренарса, Мариса, Каспарса и Яниса заметили что он не отвечает на звонки, не могли дозвониться и решились сходить к гадалке. Отравившись к гадалке, она им сказала что Гундарс находится у воды то есть лежит. Поехав на место происшествия, полицейские предложили опознать тело своего участника, им оказался их одноклассник Гундарс Маушевичс которого отбросило из кабины его автомобиля. Группа после смерти приостановила все концерты, правда приостановка была не долгой, группа всё же нашла нового бас гитариста.   Гибель произошла на 11 километре Рига-Елгава.   
Похоронен 28 мая на Баложском кладбище на своей родине в Елгаве 
Версии гибели
По официальной информации Гундарс Маушевичс превысил скорость, что стало причиной гибели бас- гитариста. Техническая экспертиза показала, что машина Гундарса не имела каких либо неисправностей, сам Гундарс не употреблял наркотических веществ либо алкоголя. Погиб от черепно- мозговой травмы.  
После смерти

Несмотря на то, что группа через какое-то время нашла нового басиста(Ингарса Виллюмса), Муминьш был оставлен в списке группы посмертно, в то время как новый басист остаётся сессионным музыкантом.